# ギリェルミ・ジ・ブリート
ギリェルミ・ジ・ブリート（葡: Guilherme de Brito、1922年1月3日 - 2006年4月26日）はブラジルのサンビスタ。
情感豊かな唄を歌うサンバ・カリオカのロマン派とでも言うべき存在。サンバの巨人ネルソン・カヴァキーニョと長年組み、多くの名曲を残した。彼らの共作曲はサンバにおける最重要人物の一人であるカルトーラにも歌われている。数回の来日で日本のファンも多い。

## ディスコグラフィー

### アルバム
- 1980 - Guilherme de Brito
- 1988 - Guilherme de Brito
- 1990 - Folhas Secas
- 2001 - Samba Guardado
- 2003 - A Flor e o Espinho